# Joastorps naturreservat
Joastorps naturreservat är ett naturreservat i Varbergs kommun i Hallands län.
Området är naturskyddat sedan 2024 och är 33 hektar stort. Reservatet består av ekskog i sydost och betesmarker med gamla grova träd i nordväst. 